# IFEMA
IFEMA (acrónimo de Institución Ferial de Madrid), cuya denominación oficial es IFEMA Madrid es un consorcio que organiza ferias, salones y congresos en su Recinto Ferial y Palacio de Congresos ubicado en el distrito de Barajas, al nordeste de la ciudad de Madrid, España. El consorcio está formado por la Comunidad de Madrid (31 %), el Ayuntamiento (31 %), la Cámara de Comercio (31 %) y la Fundación Montemadrid (7 %). Tiene unos 400 trabajadores.
En sus eventos se dan cita empresas españolas y extranjeras para generar relaciones comerciales, multiplicar sus contactos y presentar todas las novedades.
Anualmente celebra más de 123 ferias, que ocupan cerca de 1,5 millones de metros cuadrados netos de exposición, con la participación de más de 33 200 empresas y más de 4 millones de visitantes, de los cuales el 26 % son internacionales. Ifema Madrid obtuvo 187,2 millones de euros en ingresos y tuvo 147,2 millones de gastos en 2019, lo que implica un beneficio neto amplio. Es el segundo motor económico de la Comunidad de Madrid, por detrás del Aeropuerto Adolfo Suárez Madrid Barajas, y su actividad supone un impacto económico de 5.104 millones de euros en la región.

En la actualidad es el primer organizador de ferias de España y uno de los más importantes de Europa.

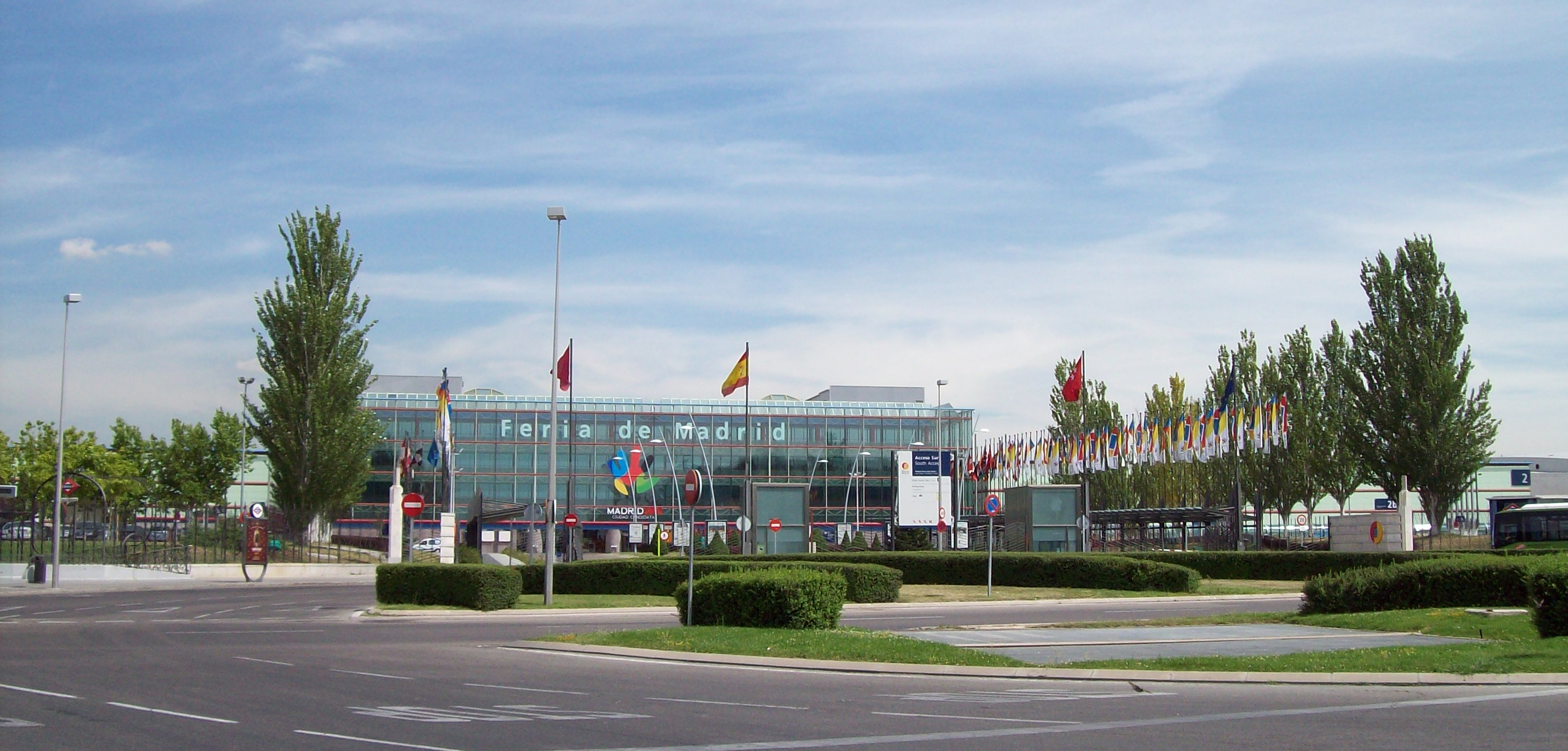
Entrada al recinto de IFEMA del Campo de las Naciones.

## Historia
El gobierno de Francisco Franco en 1943 legisló que solamente Valencia y Barcelona podían realizar ferias internacionales de carácter general y con organización permanente y periodicidad pre-fijada; Madrid carecía de dicha concesión.  En 1978, la Cámara de Comercio de Madrid y el Ayuntamiento iniciaron conversaciones que desembocaron en la creación de IFEMA en 1980, cuyos socios eran la citada Cámara, Ayuntamiento, Diputación Provincial, y Caja Madrid.

## Recinto Ferial

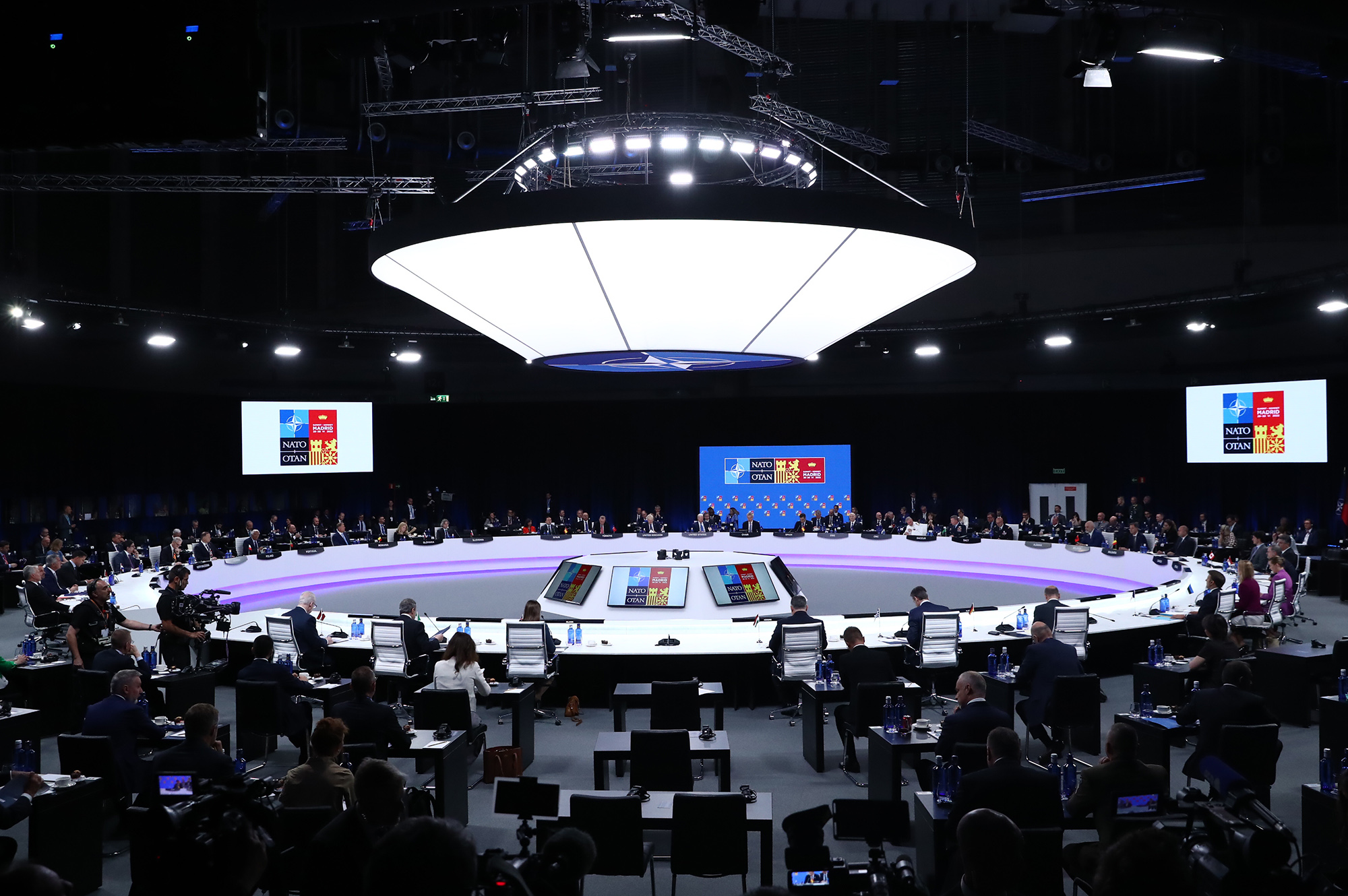
Instalaciones de IFEMA durante la cumbre de la OTAN en Madrid de 2022.

Cuenta con 200.000 m² cubiertos para exposiciones distribuidos en doce pabellones, un centro de convenciones de más de 10 000 m², así como con espacios y equipamientos necesarios para el óptimo desarrollo de las actividades que en él se desarrollan, como área de reuniones, auditorio para 600 asistentes, numerosos restaurantes y 14 000 plazas de aparcamiento. 
El Recinto Ferial de IFEMA se halla al noreste de la ciudad, en el Campo de las Naciones, cerca del Aeropuerto de Barajas y entre las autopistas M-11 y M-40.

## Ferias
Las ferias de IFEMA MADRID, por orden de ingresos en 2014, son FITUR, Fruit Attraction, ARCOmadrid y la edición de septiembre de Intergift. En lo que respecta a sus beneficios, la más rentable fue Fitur, seguida de Fruit Attraction, Intergift, Climatización & Refrigeración, Momad y ARCOmadrid.
IFEMA MADRID ha organizado otros eventos de importancia como Mercedes-Benz Fashion Week Madrid (anteriormente Pasarela Cibeles), SIMO TCI, Sicur, Feria Internacional del Autobús y del Autocar (FIAA), AULA, Salón Internacional de Moda de Madrid, Feriarte, Almoneda, Expomanga, Heroes Comic Con, Juvenalia, InterOcio, Japan Weekend Madrid, Liber, Matelec, Construtec, Veteco, Piedra y Genera (Feria Internacional de Energía y Medio Ambiente).
| Feria                                | Ingresos | Beneficios |
| ------------------------------------ | -------- | ---------- |
| FITUR                                | 9,9      | 5,8        |
| Fruit Attraction                     | 5,7      | 3,3        |
| ARCOmadrid                           | 4,1      | 1,2        |
| Intergift (septiembre)               | 4        | 2,6        |
| Cifras de 2014, en millones de euros |          |            |